# Tratado Bryan-Chamorro
O Tratado Bryan-Chamorro foi um acordo internacional, assinado em 5 de agosto de 1914 em Washington, Estados Unidos, pelo secretário de Estado dos Estados Unidos, William Jennings Bryan da administração do presidente William Taft e o ministro plenipotenciário da Nicarágua, o general Emiliano Chamorro. 
De acordo com o tratado, o governo nicaraguense concedia em perpetuidade, os direitos de propriedade exclusiva das terras e das instalações necessárias para a construção de um canal inter-oceânico tendo como rota o rio San Juan e o Lago Nicarágua (o Canal da Nicarágua). Também deu 99 anos de locação sobre as ilhas do milho, no Oceano Atlântico, e permitia aos americanos construírem uma base naval no Golfo de Fonseca na costa do Pacífico. A administração Woodrow Wilson mudou o tratado, acrescentando uma disposição semelhante a Emenda Platt, que autoriza a intervenção militar dos EUA na Nicarágua. O Senado dos Estados Unidos opuseram-se à nova disposição, em resposta, ela foi abandonada e formalmente o tratado foi ratificado em 19 junho de 1916.
Por várias vezes desde a abertura em 1914 do canal do Panamá, a rota pela Nicarágua foi reconsiderada. A sua construção iria encurtar a distância entre Nova Iorque e San Francisco por cerca de 800 km(500 milhas). O Tratado Bryan-Chamorro mantinha a Nicarágua em competição com o Canal do Panamá. 
Em 1916, os Governos de El Salvador e Costa Rica recorreram ao Tribunal de Justiça da América Central e o Tribunal de Cartago, para protestar contra os termos do Tratado, que viu os seus direitos violados. O Tribunal de Cartago em 1916 foi em favor de Costa Rica e em 1917 por El Salvador, mas a Nicarágua anunciou que não iria aceitar as decisões do juiz. 
O tratado se manteve em vigor até 1972, na posse de uma convenção em 14 de Julho de 1970 que oficialmente abolia o Tratado e de todas as suas disposições.